# Mokameh
Mokameh es una ciudad del distrito de Patna en el estado de Bihar, en India. Se encuentra a 90 km de Patna, desde esta ciudad por vía ferroviaria se conecta con Calcuta y Nueva Delhi.

## Demografía
Según el censo del año 2001, Mokameh tenía 56.400 habitantes (29.805 varones y 26.595 mujeres).